# Euxoa atrofusca
Euxoa atrofusca är en fjärilsart som beskrevs av Smith 1900. Euxoa atrofusca ingår i släktet Euxoa och familjen nattflyn. Inga underarter finns listade i Catalogue of Life.